# 花岩香奈
花岩 香奈（はないわ かな、9月11日 - ）は、日本の女性声優。栃木県出身。東京俳優生活協同組合所属。

## 来歴
中学3年生の時に友人からアニメ『這いよれ! ニャル子さん』を勧められ、主人公の声を女性（喜多村英梨）が演じていることに驚き、そこから声優という職業を意識するようになった。
2020年4月より東京俳優生活協同組合に所属。

## 人物
声種はソプラノ。
特技はピアノ、アイスを食べること。趣味はアコースティックギター、麻雀（ゲーム）、お笑いを見ること。
事務所の同期に梅澤めぐ、小森結梨、紫月杏朱彩などがいる。

## 出演
太字はメインキャラクター。

### テレビアニメ
2022年
- シャインポスト（同僚）
- 史上最強の大魔王、村人Aに転生する（子供、リディア、女子生徒、少女）

2023年
- BanG Dream! It's MyGO!!!!!（月ノ森 生徒C、羽丘 生徒A）

2024年
- 新米オッサン冒険者、最強パーティに死ぬほど鍛えられて無敵になる。（4241番、4027番）

2025年
- ドラえもん（テレビ朝日版第2期）（試やく室）
- スライム倒して300年、知らないうちにレベルMAXになってました ～そのに～（職員B）

### Webアニメ
- ロマンティック・キラー（2022年、女子生徒 他[4]）
- 学研まんがでよくわかるシリーズ特別編「SDGsのひみつ」アニメーション（2022年、美山アカリ[4]）

### ゲーム
2022年
- けものフレンズ3（ホッキョクグマ）
- シャイニングニキ（クラリス）
- 幻獣契約クリプトラクト（コカゲ〈2代目〉）
- ブラウンダスト2（アナスタシア、リジー）

2023年
- アスタータタリクス（ラシア）
- アルケランド（ブラウン、フロティア）

2024年
- 学園アイドルマスター（2024年 - 2025年、葛城リーリヤ）
- MiSide -ミサイド-（ミタ）

2025年
- 逆転オセロニア（ユウキ）
- モンスターストライク（のっぺらぼう、祝面）
- アズールレーン（デ・ゼーヴェン・プロヴィンシェン）

### ラジオ
※はインターネット配信。
- 花岩香奈のはないわーるど！（2025年 - 、AuDee※）[20][21]

### 舞台
- 爆走おとな小学生 第二十三回全校集会『アイディール・セミナー/Final session』（2025年6月5日、こくみん共済 coop ホール／スペース・ゼロ） - 染谷和佳奈 役（宮白桃子、汐入あすかとのトリプルキャスト）[22]
- HAIKYO 65th special edition 朗読劇「銀河鉄道の夜」- Night on the MILKY WAY TRAIN（2025年7月17日、TACCS1179） - ジョバンニ 役（日替わりキャスト）[23]

### その他コンテンツ
- 直木賞作家×YOASOBI『はじめての』プロジェクトPV（2022年）[4]

## ディスコグラフィ

### キャラクターソング
| 発売日         | 商品名                                                                                               | 歌                                                                         | 楽曲 | 備考                                 |
| -------------- | --- | -------------------------------------------------------------------------- | --- | ------------------------------------ |
| 2024年5月16日  | 初                                                                                                   | 初星学園                                                                   | 「初」                                                                                                   | ゲーム『学園アイドルマスター』関連曲 |
| 2024年6月10日  | Campus mode!!                                                                                        | 初星学園                                                                   | 「Campus mode!!」                                                                                        | ゲーム『学園アイドルマスター』関連曲 |
| 2024年8月14日  | 学園アイドルマスター Season Solo Collection Vol.1「キミとセミブルー」                                | 葛城リーリヤ（花岩香奈）                                                   | 「キミとセミブルー」                                                                                     | ゲーム『学園アイドルマスター』関連曲 |
| 2024年8月14日  | 学園アイドルマスター Season Solo Collection Vol.2「冠菊」                                            | 花海咲季（長月あおい）、葛城リーリヤ（花岩香奈）、藤田ことね（飯田ヒカル） | 「冠菊」                                                                                                 | ゲーム『学園アイドルマスター』関連曲 |
| 2024年8月14日  | 学園アイドルマスター Season Solo Collection Vol.2「冠菊」                                            | 葛城リーリヤ（花岩香奈）                                                   | 「冠菊」                                                                                                 | ゲーム『学園アイドルマスター』関連曲 |
| 2024年8月28日  | 葛城リーリヤ 1st Single「白線」                                                                      | 葛城リーリヤ（花岩香奈）                                                   | 「白線」 「初」 「Campus mode!!」                                                                        | ゲーム『学園アイドルマスター』関連曲 |
| 2024年8月31日  | がむしゃらに行こう！                                                                                 | 葛城リーリヤ（花岩香奈）、倉本千奈（伊藤舞音）、姫崎莉波（薄井友里）       | 「がむしゃらに行こう！」                                                                                 | ゲーム『学園アイドルマスター』関連曲 |
| 2024年9月6日   | Howling over the World                                                                               | 葛城リーリヤ（花岩香奈）、倉本千奈（伊藤舞音）、姫崎莉波（薄井友里）       | 「Howling over the World」                                                                               | ゲーム『学園アイドルマスター』関連曲 |
| 2024年9月22日  | ミラクルナナウ(ﾟ∀ﾟ)！                                                                                | 葛城リーリヤ（花岩香奈）、倉本千奈（伊藤舞音）、姫崎莉波（薄井友里）       | 「ミラクルナナウ(ﾟ∀ﾟ)！」                                                                                | ゲーム『学園アイドルマスター』関連曲 |
| 2024年10月30日 | 学園アイドルマスター 初星学園×アニメイト コラボCD「古今東西ちょちょいのちょい」【北海道+東北地方盤】 | 花海咲季（長月あおい） feat.葛城リーリヤ（花岩香奈）                       | 「古今東西ちょちょいのちょい [岩手県ver.]」                                                              | ゲーム『学園アイドルマスター』関連曲 |
| 2024年10月30日 | 学園アイドルマスター 初星学園×アニメイト コラボCD「古今東西ちょちょいのちょい」【北海道+東北地方盤】 | 紫雲清夏（湊みや） feat.葛城リーリヤ（花岩香奈）                           | 「古今東西ちょちょいのちょい [宮城県ver.]」                                                              | ゲーム『学園アイドルマスター』関連曲 |
| 2024年10月30日 | 学園アイドルマスター 初星学園×アニメイト コラボCD「古今東西ちょちょいのちょい」【関東地方盤】        | 葛城リーリヤ（花岩香奈） feat.姫崎莉波（薄井友里）                         | 「古今東西ちょちょいのちょい [茨城県ver.]」                                                              | ゲーム『学園アイドルマスター』関連曲 |
| 2024年10月30日 | 学園アイドルマスター 初星学園×アニメイト コラボCD「古今東西ちょちょいのちょい」【中部地方盤】        | 月村手毬（小鹿なお） feat.葛城リーリヤ（花岩香奈）                         | 「古今東西ちょちょいのちょい [新潟県ver.]」                                                              | ゲーム『学園アイドルマスター』関連曲 |
| 2024年10月30日 | 学園アイドルマスター 初星学園×アニメイト コラボCD「古今東西ちょちょいのちょい」【中部地方盤】        | 葛城リーリヤ（花岩香奈） feat.花海咲季（長月あおい）                       | 「古今東西ちょちょいのちょい [愛知県ver.]」                                                              | ゲーム『学園アイドルマスター』関連曲 |
| 2024年10月30日 | 学園アイドルマスター 初星学園×アニメイト コラボCD「古今東西ちょちょいのちょい」【近畿地方盤】        | 有村麻央（七瀬つむぎ） feat.葛城リーリヤ（花岩香奈）                       | 「古今東西ちょちょいのちょい [三重県ver.]」                                                              | ゲーム『学園アイドルマスター』関連曲 |
| 2024年10月30日 | 学園アイドルマスター 初星学園×アニメイト コラボCD「古今東西ちょちょいのちょい」【近畿地方盤】        | 葛城リーリヤ（花岩香奈） feat.月村手毬（小鹿なお）                         | 「古今東西ちょちょいのちょい [兵庫県ver.]」                                                              | ゲーム『学園アイドルマスター』関連曲 |
| 2024年10月30日 | 学園アイドルマスター 初星学園×アニメイト コラボCD「古今東西ちょちょいのちょい」【中国+四国地方盤】   | 倉本千奈（伊藤舞音） feat.葛城リーリヤ（花岩香奈）                         | 「古今東西ちょちょいのちょい [岡山県ver.]」                                                              | ゲーム『学園アイドルマスター』関連曲 |
| 2024年10月30日 | 学園アイドルマスター 初星学園×アニメイト コラボCD「古今東西ちょちょいのちょい」【中国+四国地方盤】   | 葛城リーリヤ（花岩香奈） feat.紫雲清夏（湊みや）                           | 「古今東西ちょちょいのちょい [広島県ver.]」                                                              | ゲーム『学園アイドルマスター』関連曲 |
| 2024年10月30日 | 学園アイドルマスター 初星学園×アニメイト コラボCD「古今東西ちょちょいのちょい」【九州+沖縄地方盤】   | 葛城リーリヤ（花岩香奈） feat.藤田ことね（飯田ヒカル）                     | 「古今東西ちょちょいのちょい [佐賀県ver.]」                                                              | ゲーム『学園アイドルマスター』関連曲 |
| 2024年10月中旬 | 葛城リーリヤ 誕生日記念Single「Wake up!!」                                                           | 葛城リーリヤ（花岩香奈）                                                   | 「Wake up!!」                                                                                            | ゲーム『学園アイドルマスター』関連曲 |
| 2024年11月13日 | 学園アイドルマスター Season Solo Collection Vol.3「仮装狂騒曲」                                      | 葛城リーリヤ（花岩香奈）                                                   | 「仮装狂騒曲」                                                                                           | ゲーム『学園アイドルマスター』関連曲 |
| 2024年12月11日 | 学園アイドルマスター Season Solo Collection Vol.4「White Night! White Wish!」                        | 藤田ことね（飯田ヒカル）、葛城リーリヤ（花岩香奈）、花海佑芽（松田彩音）   | 「White Night! White Wish!」                                                                             | ゲーム『学園アイドルマスター』関連曲 |
| 2024年12月11日 | 学園アイドルマスター Season Solo Collection Vol.4「White Night! White Wish!」                        | 葛城リーリヤ（花岩香奈）                                                   | 「White Night! White Wish!」                                                                             | ゲーム『学園アイドルマスター』関連曲 |
| 2025年2月14日  | 学園アイドルマスター Season Solo Collection Vol.5「ハッピーミルフィーユ」                            | 葛城リーリヤ（花岩香奈）                                                   | 「ハッピーミルフィーユ」                                                                                 | ゲーム『学園アイドルマスター』関連曲 |
| 2025年3月3日   | 学園アイドルマスター Season Solo Collection Vol.6「雪解けに」                                        | 葛城リーリヤ（花岩香奈）                                                   | 「雪解けに」                                                                                             | ゲーム『学園アイドルマスター』関連曲 |
| 2025年3月26日  | 葛城リーリヤ 2nd Single「極光」                                                                      | 葛城リーリヤ（花岩香奈）                                                   | 「極光」 「Fragile Heart」 「がむしゃらに行こう！」 「Howling over the World」 「ミラクルナナウ(ﾟ∀ﾟ)！」 | ゲーム『学園アイドルマスター』関連曲 |
| 2025年4月9日   | 学園アイドルマスター Season Solo Collection Vol.7「桜フォトグラフ」                                  | 葛城リーリヤ（花岩香奈）、紫雲清夏（湊みや）、花海咲季（長月あおい）       | 「桜フォトグラフ」                                                                                       | ゲーム『学園アイドルマスター』関連曲 |
| 2025年4月9日   | 学園アイドルマスター Season Solo Collection Vol.7「桜フォトグラフ」                                  | 葛城リーリヤ（花岩香奈）                                                   | 「桜フォトグラフ」                                                                                       | ゲーム『学園アイドルマスター』関連曲 |
| 2025年5月17日  | 標                                                                                                   | 初星学園                                                                   | 「標」                                                                                                   | ゲーム『学園アイドルマスター』関連曲 |
| 2025年8月2日   | ENDLESS DANCE                                                                                        | 葛城リーリヤ（花岩香奈）、倉本千奈（伊藤舞音）、姫崎莉波（薄井友里）       | 「ENDLESS DANCE」                                                                                        | ゲーム『学園アイドルマスター』関連曲 |